# إستفان ليفاي
إستفان ليفاي (بالمجرية: Lévai István)‏ (مواليد 23 يوليو 1957) هو ملاكم مجري، مثّل بلاده في الألعاب الأولمبية الصيفية 1980.

## روابط خارجية
إستفان ليفاي على موقع اللجنة الأولمبية الدولية (الإنجليزية)
- إستفان ليفاي على موقع أوليمبيديا (الإنجليزية)
- إستفان ليفاي على موقع اللجنة الأولمبية المجرية (الهنغارية)